# Pandolaimus ponticus
Pandolaimus ponticus is een rondwormensoort uit de familie van de Pandolaimidae. De wetenschappelijke naam van de soort is voor het eerst geldig gepubliceerd in 1972 door Sergeeva.